# マルヌ＝ラ＝ヴァレ・シェシー駅
マルヌ＝ラ＝ヴァレ・シェシー駅（フランス語: Gare de Marne-la-Vallée - Chessy）はフランスのイル＝ド＝フランス地域圏シェシーにある、フランス国鉄（SNCF）とパリ交通公団（RATP）の鉄道駅。パリから東へ30kmほど離れた場所に位置する。

## 概要
ディズニーランド・パリ内に位置しており、2つのパークとディズニー・ヴィレッジへの入口の丁度前にある。駅の開業2年後の1994年にLGV東連絡線の開業によりTGVが乗り入れるようになると、より大きく重要な駅へと変わった。今日ではTGV inOui・Ouigo・RER A線が発着する駅となっている。

## 歴史
LGV東連絡線の途中駅として、当初ムラン＝セナールに設置される予定であったが撤回された。1987年に締結されたディズニーとフランス間協定では、ディズニーランド施設の境界内に土地の確保が規定されている。1989年1月に当駅発着のために発注された列車の製造はSNCFとユーロ・ディズニーS.C.A.の間の契約に基づいている。SNCFは駅建設の資金調達に3810万ユーロを拠出し、総額は1億2650万ユーロに達した。
1992年4月1日にRATP（RER）の駅が開業、続いて1994年5月29日にSNCF（TGV）の駅が開業。 
イギリス・ロンドン行きのユーロスターが当駅を発着していたが、2022年8月にイギリスの欧州連合離脱の影響を理由に2023年夏に直通列車を廃止すると発表した。

## 駅構造

### SNCF（TGV）
SNCF駅の正面玄関はパサジェ・デュ・ヴァン広場にあり、ここからディズニーランド・パリやディズニー・ヴィレッジへ直接アクセスできる。他の3箇所の出入り口は北バスターミナルとTGVパーク・アンド・ライド用駐車場へアクセスできる。
駅構内には自動券売機、コインロッカー、証明写真機、リラクゼーションエリア、スポーツエリア、Work and Station（コワーキングスペース）がある。またテナントとしてスターバックス、ブリオッシュ・ドレー、プレタ・マンジェ、リレーが入居している。2階はユーロスター国際サービス専用スペースとなっている。
プラットホームは地下1階に位置し、島式ホーム2面3線を有する。ホーム階から地上フロアまで吹き抜け構造となっている。

### のりば
| ホーム | 列車             | 行先 |
| ------ | ---------------- | --- |
| 3      | ユーロスター     | シャルル・ド・ゴール空港第2TGV、ブリュッセル中央、アムステルダム中央方面 |
| 5・4   | TGV inOui、Ouigo | シャルル・ド・ゴール空港第2TGV、リール・ユーロップ、ストラスブール、マルセイユ・サン＝シャルル、モンペリエ・サン＝ロック、ボルドー＝サン＝ジャン、レンヌ、ブリュッセル南、フランクフルト中央方面 |

### RATP（RER）
SNCF駅舎の西側にRATP（RER）の駅舎が併設されており、3つの出入口がある。駅にはインフォメーションカウンター、切符販売カウンター、自動券売機があり、テナントとしてリレーが入居している。
プラットホームは地下1階に位置し、島式ホーム1面2線を有する。

### のりば
| ホーム | 路線 | 方向   | 行先                                                                       |
| ------ | ---- | ------ | -------------------------------------------------------------------------- |
| 1・2   | A線  | 西方面 | パリ中心部、サン＝ジェルマン＝アン＝レー、ポワシー、セルジー・ル・オー方面 |

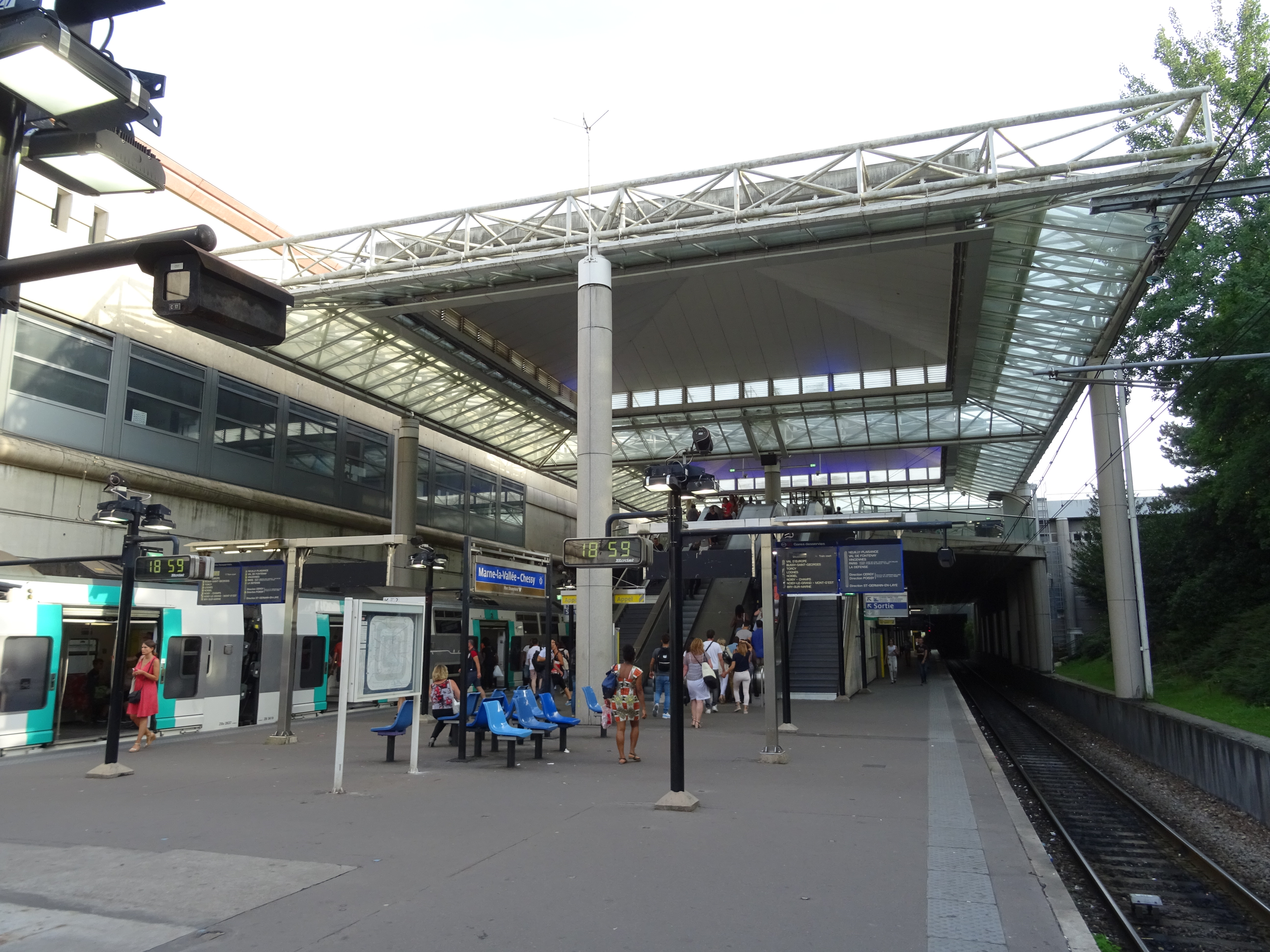
ホーム（2017年8月28日）

## 利用状況
SNCFの調査では、この駅は北フランスで最も収益性の高い駅になると見込んでおり、1996年の年間乗客数は280万人と予測されていた。しかし、実際の年間利用客は1996年は70万人、2000年には150万人にとどまった。しかし、2006年が210万人、2007年が230万人、2008年が260万人と年間利用客が増加している。
RATP（フランス交通公社）の推計によると、2019年にはRER A線の利用者数は6,091,127人。また、SNCF（フランス国鉄）の推計によると、2019年のTGV駅の年間利用者数は5,442,426人。

## 駅周辺
- ディズニーランド・パリ
  - ディズニー・ヴィレッジ
  - ウォルト・ディズニー・スタジオ・パーク
  - ディズニーランド・パーク
  - ディズニーランド・ホテル
  - ディズニー・ニューポート・ベイ・クラブ
  - ディズニー・ホテル・ニューヨーク
- 北バスターミナル

## 隣の駅
国際列車
■ユーロスター（ディズニーランド-アムステルダム間）
シャルル・ド・ゴール空港第2TGV駅 - マルヌ＝ラ＝ヴァレ・シェシー駅
フランス国鉄（SNCF）
TGV inOui
シャルル・ド・ゴール空港第2TGV駅/シャンパーニュ＝アルデンヌTGV駅 - マルヌ＝ラ＝ヴァレ・シェシー駅 - リヨン・パール＝デュー駅/クルーゾTGV駅/マッシーTGV駅
Ouigo
シャルル・ド・ゴール空港第2TGV駅 - マルヌ＝ラ＝ヴァレ＝シェシー駅 - リヨン・パール＝デュー駅/リヨン・サン＝テグジュペリTGV駅/リヨン・ペラーシュ駅/マッシーTGV駅
RATP
 RER A線
ヴァル＝ドゥーロップ駅 - マルヌ＝ラ＝ヴァレ・シェシー駅